# مرکز آسیایی دانشگاه هاروارد
مرکز آسیایی دانشگاه هاروارد (انگلیسی: Harvard University Asia Center) یک پژوهش میان رشته‌ای است و واحد آموزش دانشگاه هاروارد، تأسیس در ۱ ژوئیه ۱۹۹۷، با هدف "رانندگی برنامه‌های متنوع با تمرکز بر روابط بین‌الملل در آسیا و مطالعات تطبیقی کشورها و مناطق آسیایی (...) و مکمل سایر برنامه‌ها و موسسات مرتبط با آسیا و دانشگاه و فراهم کردن نقطه کانونی برای تعامل و تبادل نظر در مورد موضوعات مورد علاقه مشترک جامعه هاروارد و محافل روشنفکران آسیایی، سیاسی و  کسب‌وکار، طبق منشور قانون است.